# Moderne Mädchen
Moderne Mädchen (Originaltitel: Our Modern Maidens) ist ein US-amerikanischer Stummfilm mit Joan Crawford aus dem Jahr 1929. Der Film nimmt im Titel Anleihen an Crawfords Vorjahreserfolg Our Dancing Daughters, ist jedoch weder eine Fortsetzung noch nimmt er inhaltlich Bezug auf die Handlung der vorherigen Produktion.

## Handlung
Billie Brown und Gil Jordan sind Angehörige der besseren Gesellschaft und führen ein Leben in Luxus und ohne Sorgen. Die beiden beschließen eines Tages zu heiraten. Billie, die für Gil nur das Beste will, überredet einen alten Freund der Familie, den Diplomaten Glenn Abbott, sich für ihren Verlobten zu verwenden. Die Hochzeit wird mit Pomp und einigen Hundert Gästen gefeiert. 
Gerade als Billie zur Hochzeitsreise aufbrechen will, gesteht ihr Kentucky, ihre beste Freundin, dass Gil sie geschwängert habe. Billie ist entsetzt und zieht die einzig möglich Konsequenz. Sie tritt vor die versammelten Gäste und verkündet, sie würde eine neue Mode einführen: Eine Hochzeitsreise ohne Bräutigam. Einige Zeit später findet sie das wahre Glück in den Armen von Glenn, der sie immer schon geliebt hat. 

## Hintergrund
Seit dem Überraschungserfolg von Our Dancing Daughters war Joan Crawford seit Mitte 1928 zu einem der populärsten Stars von Metro-Goldwyn-Mayer aufgestiegen. Ihre Stärke war die Darstellung junger, lebenslustiger Frauen, damals Flapper genannt, die das Leben als ununterbrochene Abfolge von Flirts und rauschenden Partys verstanden. Zu Crawfords wachsender Beliebtheit unter den jugendlichen Zuschauern trug in nicht unerheblicher Weise ihre Beziehung zu Douglas Fairbanks Jr. bei, deren Verlauf über Monate in der Presse nachgezeichnet und kommentiert wurde. Das Studio schlug Kapital aus dem fortgesetzten öffentlichen Interesse, indem es Fairbanks neben Crawford in der Produktion von Our Modern Maidens einsetzte. Der Film nimmt im Titel Bezug auf den Vorjahreserfolg, hat inhaltlich jedoch keine Gemeinsamkeiten mit jenem. 1930 wurde mit Our Blushing Brides der letzte von insgesamt drei Filmen mit Our im Titel in den Verleih gebracht. 
Joan Crawford tritt erneut als aufgeweckte junge Frau mit eigenen Ideen auf, die zwar gerne und oft flirtet, jedoch nie die Grenzen des guten Geschmacks übertritt. Die Entscheidung, auf Gil zu verzichten und ohne Ehemann in die Flitterwochen zu fahren, wird von Ginger, einem Partygirl ohne Moral und Anstand, mit den zynischen Worten kommentiert: 

„Ist das die moderne Moral oder einfach nur die unmoralische Moderne?“

Billie spielt auf Gingers Ruf an, wenn sie antwortet:

„Würdest Du überhaupt den Unterschied erkennen, Schatz?“

Joan Crawford, für die dies der letzte Stummfilm war, zeigte sich mit dem Ergebnis relativ zufrieden, wenn auch aus eher privaten Gründen, wie sie Jahrzehnte später gegenüber Roy Newquit befand: 

„"Moderne Mädchen" brachte mich mit Douglas Fairbanks, Jr. zusammen und wir alle wissen, wohin das geführt hat. Trotzdem, ein guter Film und der erste, in dem die Kostümabteilung alles gegeben hat, um aus Crawford die Fashionikone zu machen.“

Sechs Wochen nach Beendigung der Dreharbeiten heirateten Crawford und Fairbanks. Die Ehe hielt bis 1933.

## Kinoauswertung
Mit Herstellungskosten von 283.000 US-Dollar war Our Modern Maidens eine vergleichsweise günstige Produktionen des Studios für das Jahr. Als Stummfilm hatte er das Problem, auf dem Höhepunkt der Talkie Craze, dem Run des Publikums auf Tonfilme, in den Verleih zu kommen. Er spielte daher in den USA lediglich 675.000 US-Dollar und auf dem Weltmarkt noch einmal 182.000 US-Dollar ein, was einem kumulierten Einspielergebnis von eher bescheidenen 857.000 US-Dollar und einen Gewinn von 248.000 US-Dollar entsprach.

## Kritiken
Mordaunt Hall befand in der New York Times: 

„Our Modern Maidens erzählt auf recht interessante Weise ein weiteres Abenteuer über eine Gruppe von ausgelassenen Jugendlichen in dieser schnelllebigen Zeit […] Miss Crawford kommt mit der Rolle des Mädchens gut zurecht [...] Douglas Fairbanks gibt eine kompetente Darstellung.“

Photoplay war etwa zu optimistisch in seiner Einschätzung:

„Joan Crawford und Douglas Fairbanks, Jr., in einer Fortsetzung zu Our Dancing Daughters. Müssen wir Ihnen noch extra sagen, dass es ein garantierter Hit ist?“

Variety wusste, was die Fans von einem Joan-Crawford-Film erwarteten: 

„Fräulein Crawfords Fans werden voll auf ihre Kosten kommen. Sie trägt ihre Kleider so wie immer und geht an das Limit mit einem halbnackten Tanz auf einer Party.“